# ثقب المجد

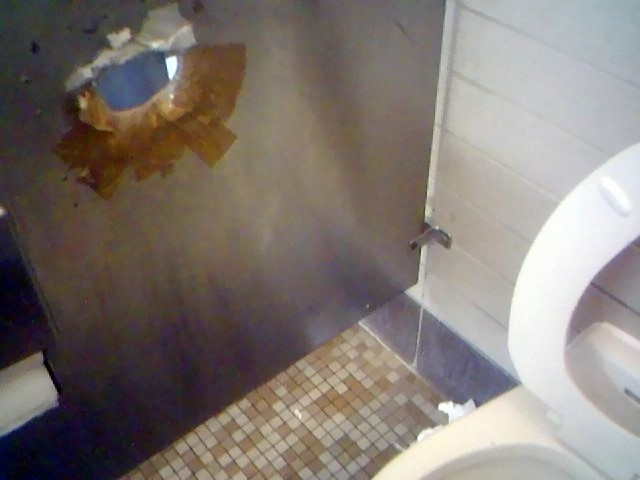
ثقب المجد في حمام.

ثقب المجد (بالإنجليزية: Glory hole) هو عبارة عن ثقب في جدار في دورات المياة العامة أو في أكشاك مخصصة للبالغين لكي ينخرط الأشخاص في نشاط جنسي أو لكي يراقبون الشخص في المقصورة التالية أثناء قيام أحد الطرفين أو كلاهما بممارسة العادة السرية أو ممارسة الجنس الشرجي او كيس الشاي أو مص القضيب.